# 242 км (зупинний пункт, Придніпровська залізниця, Синельниківський район)
242 кіломе́тр — пасажирський залізничний зупинний пункт Дніпровської дирекції Придніпровської залізниці на лінії Синельникове II — Чаплине між станціями Синельникове II (6 км) та Вишнівецьке (5 км). Розташований в селі Парне Синельниківського району Дніпропетровської області

## Пасажирське сполучення
На платформі 242 км зупиняються приміські електропоїзди Синельниківського та Чаплинського напрямків.